# Ato Boldon
Ato Boldon, född 30 december 1973 i Port of Spain, Trinidad, är en före detta friidrottare från Trinidad och Tobago som tävlade i kortdistanslöpning.
Boldon var en av de mest framstående manliga sprintrarna under 1990-talet med fyra olympiska medaljer och fyra VM-medaljer. Trots tider under 9,90 på 100 meter stod han i skuggan av sin träningsparter Maurice Greene som dominerade den manliga sprintlöpningen under 1990-talet. Efter flera skador avslutade Boldon den aktiva karriären efter OS 2004 i Aten som blev ett misslyckande för Boldon.

## Karriär efter friidrotten
I februari 2006 valdes Boldon till senator i Trinidad och Tobago, men efter bara 14 månader i politiken valde han att lämna uppdraget. Boldon är idag aktiv som expertkommentator för de amerikanska TV-kanalerna CBS och NBC.

## Personliga rekord
- 100 m - 9,86
- 200 m - 19,77